# Xanthocrambus delicatellus
Xanthocrambus delicatellus is een vlinder uit de familie grasmotten (Crambidae). De wetenschappelijke naam is voor het eerst geldig gepubliceerd in 1863 door Zeller.
De soort komt voor in Europa.